# Thiacidas cheituna
Thiacidas cheituna är en fjärilsart som beskrevs av Brandt 1939. Thiacidas cheituna ingår i släktet Thiacidas och familjen nattflyn. Inga underarter finns listade i Catalogue of Life.